# كلارك هاميلتون (لاعب هوكي الجليد)
كلارك هاميلتون هو لاعب هوكي الجليد كندي، ولد في 12 يناير 1955 في Islington-City Centre West ‏ في كندا.

## وصلات خارجية
- كلارك هاميلتون على موقع دوري الهوكي الوطني (الإنجليزية)
- كلارك هاميلتون على موقع EliteProspects.com (الإنجليزية)
- كلارك هاميلتون على موقع HockeyDB.com (الإنجليزية)